# Baziège
Baziège – miejscowość i gmina we Francji, w regionie Oksytania, w departamencie Górna Garonna.
Według danych na rok 1990 gminę zamieszkiwały 1874 osoby, a gęstość zaludnienia wynosiła 95 osób/km² (wśród 3020 gmin regionu Midi-Pireneje Baziège plasuje się na 194. miejscu pod względem liczby ludności, natomiast pod względem powierzchni na miejscu 567.).